# مصطفی کیتا
مصطفی کیتا (انگلیسی: Moustapha Keita؛ زادهٔ ۱۱ مهٔ ۱۹۸۰) بازیکن فوتبال اهل فرانسه است.
از باشگاه‌هایی که در آن بازی کرده‌است می‌توان به باشگاه فوتبال استاد برستوا ۲۹ اشاره کرد.